# 프로보강
프로보강(Provo River, 유트족: 팀파노퀸트, "바위강")은 미국 유타주의 유타군과 워새치군에 위치한다. 이 강은 월 레이크의 유인타 산맥에서 발원하여 남서쪽으로 약 71 마일 (114 km)를 흘러 프로보시에 있는 유타호로 흘러들어간다.

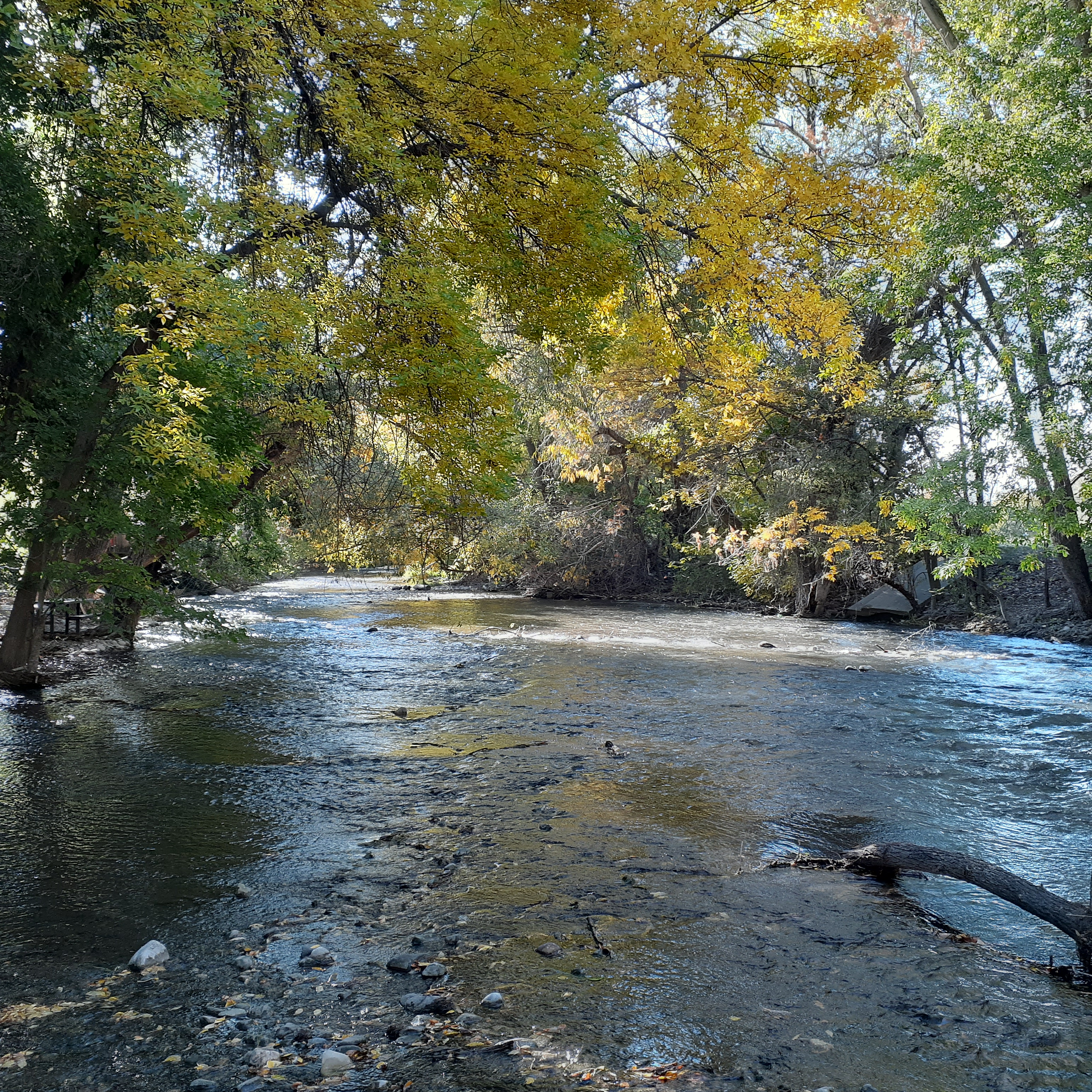
가을 하류 프로보강을 따라 하류를 바라보는 모습.

## 물줄기
프로보강의 두 주요 지류는 노스 포크 프로보강과 사우스 포크 프로보강이다. 이 강은 히버 밸리 북쪽 끝에 있는 조르다넬 댐에 의해 댐화되어 있다. 디어 크리크 댐은 1941년에 건설된 디어 크리크 저수지로 프로보강을 추가로 댐화한다. 프로보의 두 지류는 상류, 중류, 하류 구간으로 나뉜다. 상류 프로보는 높은 유인타스에서 발원하여 조르다넬 저수지로 흘러들어간다. 조르다넬 댐 아래에서 디어 크리크 저수지까지는 중류 프로보강으로 알려져 있다. 중류 프로보는 미드웨이 양어장이 포함된 스네이크 크리크와 오른쪽에서 합류한다. 프로보강의 하류 구간은 디어 크리크 저수지에서 프로보 협곡을 거쳐 유타호로 흘러들어간다.

## 역사
유럽-아메리카 식민지화 이전에 유트 인디언들은 이 강을 "바위 위를 흐르는 물"을 의미하는 팀파노퀸트라고 불렀다. 초기 정착민들은 이 강 이름을 덫 사냥꾼인 에티엔 프로보스트의 이름을 따서 프로보로 바꾸었는데, 프로보시도 그의 이름을 따서 명명되었다. 프로보스트 외에도 퀘벡 출신 모피 사냥꾼은 프로보(Proveau)와 프로보(Provot)로 알려져 있었고, 발음은 "프로보"였다. 강의 옛 이름은 대신 북쪽 산에 주어졌는데, 이 산은 나중에 팀파노고스산으로 알려지게 되었다.
1850년 2월, 이 강은 때때로 프로보강 학살이라고 불리는 사건의 현장이었는데, 이는 예수 그리스도 후기 성도 교회 민병대가 팀파노고스족 가족들의 캠프를 포위하고 학살한 사건이었다.:114 이 공격에서 40명에서 100명의 아메리카 원주민이 사망하거나 포로로 처형되었고, 40명 이상의 팀파노고스 아이들, 여성, 소수의 남성들이 솔트레이크 밸리의 몰몬 개척자들에게 노예로 잡혀 팔렸다.:276:106
1930년대에는 관개 용수 사용과 가뭄으로 유타호의 수위가 850,000 에이커-피트에서 20,000 에이커-피트로 줄어들면서 관개 시스템 재작업과 프로보강 프로젝트가 촉발되었으며, 이는 나중에 프로보강 수자원 사용자 협회라고 불렸다. 이 프로젝트를 통해 디어 크리크 댐 및 저수지(저수지 용량 152,864 에이커-피트)와 특정 시간에 두쉐인강의 물을 프로보강으로 전환할 수 있는 두쉐인 전환 터널을 포함한 강 관리 시설이 추가되었다. 오늘날 이 협회는 이러한 통제 및 관개 시스템을 유지하고 운영하며 수류를 모니터링한다.
미국 지질조사국(USGS)에 따르면, 프로보강의 다른 이름으로는 팀-팬-오-고스강과 어퍼 프로보강이 있다.

## 활동

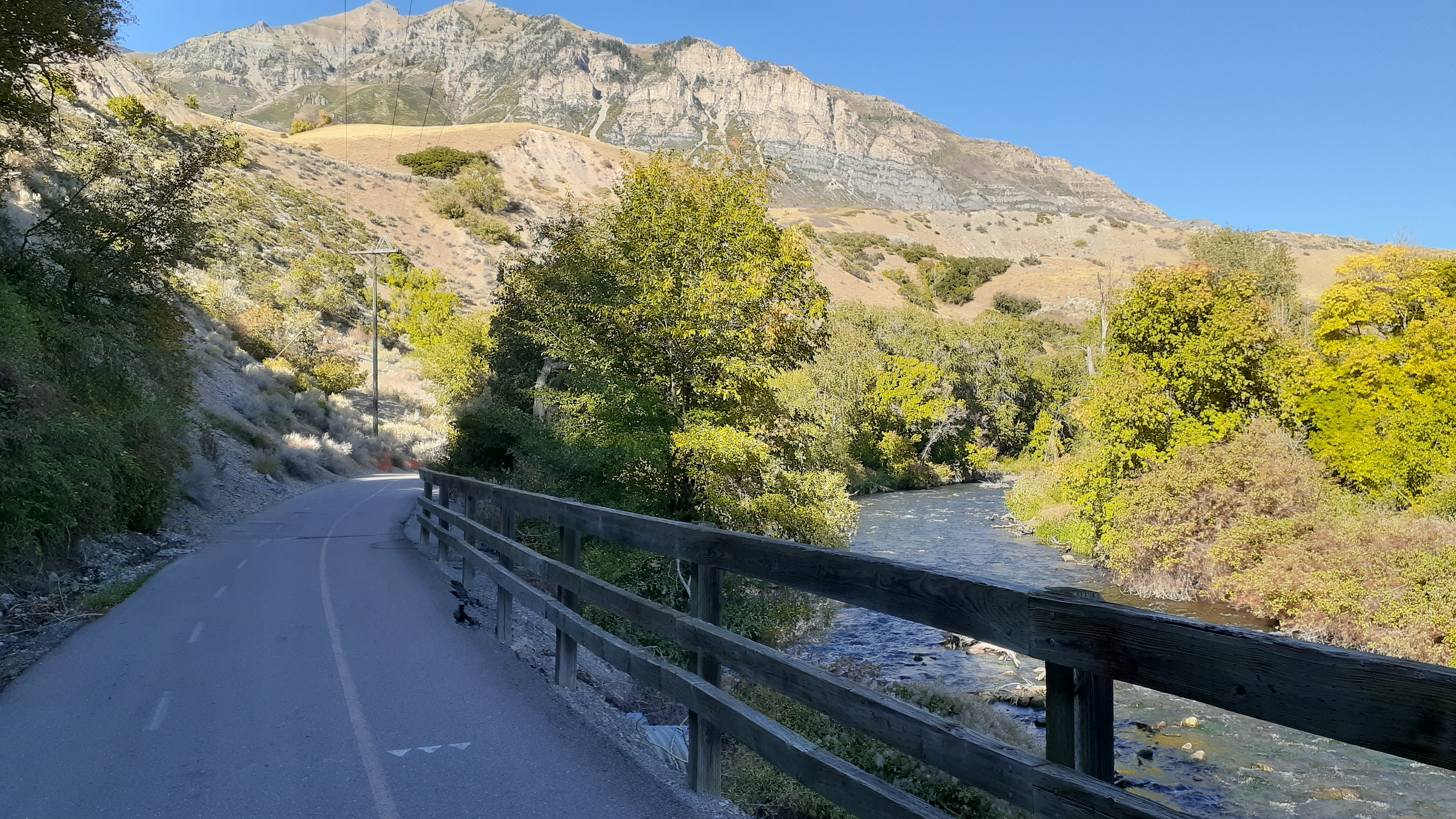
프로보강을 따라 있는 프로보강 파크웨이 트레일의 일부.

프로보강은 야외 활동을 즐기는 사람들에게 훌륭한 장소이다. 강 전체 구간에서 낚시가 인기 있는 활동이며, 갈색 송어와 무지개 송어가 흔히 발견된다. 유타호에서 프로보 협곡의 비비안 공원까지 강을 따라 15마일 길이의 트레일인 프로보강 파크웨이에서는 달리기와 자전거 타기가 흔하며, 여름에는 튜브를 타고 강을 떠다니는 것이 인기 있다.

## 식물상 및 동물상
강과 강변에는 다양한 토착종의 강변, 습지, 고지대 및 수생 식물들이 서식한다. 덤불박새, 흰머리수리, 얼룩개구리, 강도래, 갈색 송어와 같은 몇몇 주요 종들이 강 생태계에 서식한다.
멸종 위기 종:

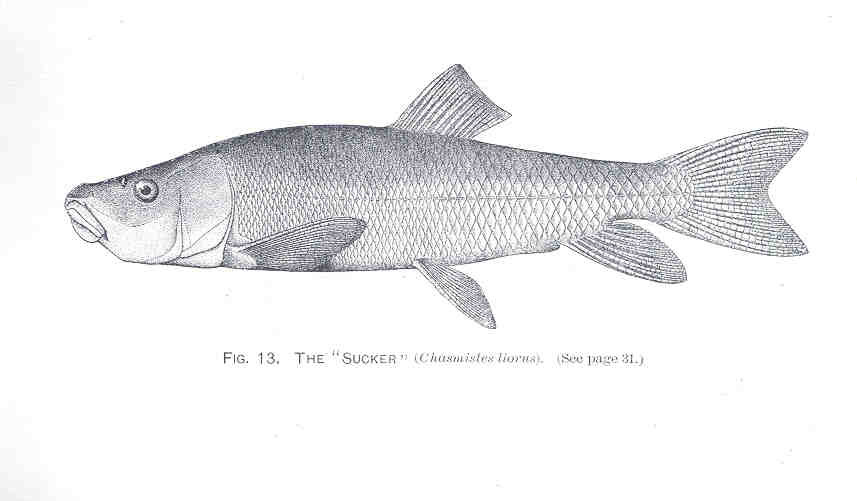
준 서커 어류

유타호 유역에 고유한 준 서커는 19세기에 처음 기록되었을 때 풍부했다. 남획으로 인해 종 개체수가 감소했다. 일반 잉어, 흰농어, 월아이, 검은메기와 같은 비토착종이 식량 공급을 위해 유타호에 도입되었다. 남획, 경쟁, 비토착종의 포식으로 인해 토착 준 서커 개체수는 백만 마리 이상에서 1,000마리 미만으로 감소했다. 1979년 기준으로 일반 잉어는 유타호 물고기 질량의 90%를 차지했으며, 준 서커는 1% 미만이었다.

## 토양
프로보강 제방과 흐르는 물 아래에는 다양한 토양 분류군이 존재한다. 강이 레이크쇼어 드라이브 아래로 흐르면서 물 아래의 토양은 주요 토양인 자갈 충적층에서 혼합 충적층 물질로 변한다. 프로보강이 유타호 주립 공원을 통과하여 유타호로 진입하는 지점에서는 수중 토양이 주로 충적층 물질과 혼합되어 있다. 강 하구 근처의 제방은 주로 맥베스 실트 롬으로 구성되어 있다. 칩맨 롬과 칩맨 실트 롬도 강 하구 방향으로 존재하지만 훨씬 적은 양이다. 또한 강 하구에서 16,000 피트 (4,900 m) 위도 범위 내의 제방을 따라 피티니트와 프로보-선셋 복합체의 고립된 주머니도 존재한다.
다양한 토양 분류군 외에도 다양한 수문학적 토양군이 존재한다. 물 아래 혼합 충적층 토양 부분은 매우 느린 침투율과 높은 유출 가능성을 가진 토양의 전형적인 D 등급을 가지고 있다. 자갈 충적층은 이 지역에서 B 등급을 가지고 있으며, 젖었을 때 중간 정도의 침투율을 보인다. 강 하구에서 16,000 피트 (4,900 m) 위도 범위 내의 토양의 유효 수분 용량은 센티미터당 0.06에서 0.23 센티미터까지 다양하다.

## 복원 노력
프로보강 복원 프로젝트(PRRP)는 1999년에 시작되어 2008년에 종료되었으며, 중류 프로보강의 패턴과 생태 기능을 보다 자연스러운 상태로 복원하기 위해 조르다넬 댐과 디어 크리크 저수지 사이의 프로보강 지역에 초점을 맞췄다. PRRP는 직선화된 강 채널을 역사적 조건을 모방한 구불구불한 채널로 복원하고, 강을 기존 역사적 보조 채널의 잔재와 재연결하며, 수생 특징을 재현하기 위해 작은 측면 채널을 건설하는 것으로 구성되었다. 이 프로젝트는 복원된 중류 프로보강 전체 구간을 따라 어부 접근 및 야생동물 서식지를 위한 보호된 800 to 2,200 피트 (240 to 670 m) 너비의 통로를 제공했다. 기존의 제방은 거의 자연적인 홍수림을 조성하고 강이 자연적으로 경로를 변경할 수 있도록 뒤로 물러났다. 강변 식물을 심고 육성하여 건강한 어장을 위한 필요한 환경을 제공했다.
프로보강 델타 프로젝트는 2020년 6월에 준 서커의 회복과 지역 생태계 복원을 돕기 위해 시작되었다. 이를 위해 프로보강의 물은 유타호로 유입되기 전에 새로운 인공 채널을 통해 전환될 것이다. 다른 어종들은 프로보강 델타 프로젝트에 포함된 연못과 오래된 수로 절단과 같은 강 외 서식지로부터 혜택을 받았다. 이러한 서식지는 겨울철 높은 유량으로부터 물고기 피난처를 제공하고 풍부한 무척추동물 먹이원을 제공할 수 있다. 혜택을 받은 어종에는 얼룩메기, 산백어, 롱노스 데이스, 얼룩 데이스, 산서커, 레드사이드 샤이너, 유타 서커 등이 있다.
이 복원 프로젝트는 또한 새로운 산책로, 화장실, 낚시 플랫폼, 해설 시설 및 대중 이용을 위한 전망대를 조성하여 대중의 레크리에이션 활동을 향상시킬 것이다. 유타 밸리 주민들이 강을 즐길 수 있도록 도움으로써, 이 귀중한 자원에 대한 더 큰 감사를 느끼게 될 것이다. 프로보강에 대한 긍정적인 경험을 가진 사람이 많을수록 보존 노력에 자원을 투자할 가능성이 높아진다.

## 환경 문제
프로보강 주변 카운티의 도시 확장은 강에 심각한 영향을 미쳤다. 1999년부터 2002년 사이에 수행된 연구는 대형 무척추동물 군집의 변화를 조사했다. 이 연구는 대형 무척추동물 군집의 다양성과 풍부도가 감소했다고 결론지었다. 시간과 도시화가 증가함에 따라 변화가 증가한다는 사실을 발견했다.
조르다넬 댐이 강의 수문학에 미치는 영향에 대한 우려도 있다. 댐의 초기 목적은 디어 크리크 저수지로의 흐름을 조절하고 가뭄 시 물을 저장하는 것이었다. 그러나 댐의 건설로 인해 하류 유량이 감소하는 것으로 나타났는데, 이는 더 큰 자갈 크기 입자의 이동을 감소시켜 퇴적물 크기에 영향을 미치며, 시간이 지남에 따라 강바닥의 미세 퇴적물이 고갈될 수 있다. 이는 특정 어종의 서식지 및 산란지 환경에 부정적인 영향을 미칠 수 있다.

## 같이 보기
- 유타주의 강 목록